# New York City Discotheque
New York City Discotheque foi uma casa de shows com pista dançante localizada no bairro carioca do Ipanema, Rio de Janeiro.
Inaugurada em 20 de Maio de 1976 , a New York City lançou a era disco no Brasil, sendo um dos lugares mais procurados na noite carioca nesta época.